# Barasbi Kornejewitsch Mulajew
Barasbi Kornejewitsch Mulajew (russisch Барасби Корнеевич Мулаев; * 28. Mai 1930 in Tschegem Wtoroi, Sowjetunion; † 14. April 2011) war ein sowjetischer bzw. russischer Schauspieler.

## Biografie
Mulajew entstammte einer Angestelltenfamilie. Er studierte nach dem Deutsch-Sowjetischen Krieg am Staatlichen Institut für Theaterkunst und trat danach bis ans Ende seines Lebens als Film- und Theaterdarsteller in Erscheinung.
Seine erste Filmrolle gab er 1958 in der sowjetisch-jugoslawischen Co-Produktion Олеко Дундич 
(Oleko Dunditsch) unter Leonid Lukows Regie. Mulajew improvisierte hier einen Kurzauftritt und sprach auch in Kabardinisch. Kurz darauf war er in der Mosfilmproduktion Лавина с гор (Lawina s gor) zu sehen. Mit Das Zigeunerlager zieht in den Himmel gab Mulajew als Makar Tschudra seine erste Hauptrolle. Ebenfalls als Hauptdarsteller trat er in Буйный Терек (Buiny Terek, 1981; dort in den Filmcredits als Boris Mulajew genannt), Обида старого охотника (Obida starogo ochotnika, 1985) und Дорога на край жизни (Doroga na krai schisni, 1995) in Erscheinung. Dieser war zugleich sein letzter Film.
Mulajew war Träger des Staatspreises der Kabardino-Balkarischen ASSR.

## Filmografie (Auswahl)
- 1967: Bela – Tragik einer Liebe (Geroi naschego wremeni)
- 1971: Sterne verlöschen nicht (Swjosdy ne gasnut)
- 1976: Das Zigeunerlager zieht in den Himmel (Tabor uchodit w nebo)
- 1979: Herbstglocken (Ossennije kolokola)
- 1981: Буйный Терек (Buiny Terek)
- 1983: Kühne Recken von Nowgorod (Wassili Buslajew)
- 1985: Обида старого охотника (Obida starogo ochotnika)
- 1995: Дорога на край жизни (Doroga na krai schisn)